# Bistum Thanh Hóa
Das Bistum Thanh Hóa (lateinisch Dioecesis de Thanh Hoa, vietnamesisch Giáo phận Thanh Hóa) ist eine in Vietnam gelegene römisch-katholische Diözese mit Sitz in Thanh Hóa. 
Am 7. Mai 1932 als Apostolisches Vikariat gegründet, wurde es am 24. November 1960 durch Papst Johannes XXIII. mit der Apostolischen Konstitution Venerabilium Nostrorum zum Bistum erhoben und als Suffragan dem Erzbistum Hanoi unterstellt.

## Bischöfe
- Louis Christian Marie de Coomann MEP (1932–1960)
- Pierre Pham Tân (1960–1990)
- Barthélémy Nguyễn Sơn Lâm PSS (1994–2003)
- Joseph Nguyễn Chí Linh (2004–2016, dann Erzbischof von Huế)
- Joseph Nguyễn Đức Cường (seit 2018)